# Sân bay quốc tế Sabiha Gökçen
Sân bay quốc tế Sabiha Gökçen (IATA: SAW, ICAO: LTFJ) là một trong những sân bay của Istanbul, Thổ Nhĩ Kỳ. Sân bay được đặt tên theo Sabiha Gökçen, nữ phi công quân sự đầu tiên của thế giới. Sân bay này nằm bên phần châu Á của Istanbul. Sân bay này được xây do Sân bay quốc tế Atatürk phía châu Âu của Istanbul không đủ rộng để đáp ứng số lượng khách tăng nhanh. Tuy nhiên, cả hai sân bay của Istanbul cộng lại chỉ đáp ứng được 20 triệu khách quốc tế và 8 triệu khách nội địa và không thể đáp ứng nhu cầu vận chuyển năm 2007 vì sân bay này chỉ có công suất 3 triệu khách quốc tế và 0,5 triệu khách nội địa/năm. 

## Các hãng hàng không và các điểm đến
- Aerotur Airlines (Aktau, Taraz)
- AMC Airlines (Cairo)
- Air Arabia (Sharjah)
- Belle Air (Tirana)
- Condor Airlines (Frankfurt, Munich)
- Corendon Airlines (Amsterdam)
- easyJet (Basel/Mulhouse, London-Luton)
- Germanwings (Berlin-Schönefeld, Cologne/Bonn, Dortmund, Stuttgart)
- Jazeera Airways (Kuwait)
- MyAir (Milan-Bergamo)
- Norwegian Air Shuttle (Oslo, Stockholm-Arlanda [starts 15 June])
- Pegasus Airlines (Adana, Ankara, Antalya, Bodrum, Dalaman, Diyarbakır, Düsseldorf, Ercan, Erzurum, Gaziantep, Kayseri, London-Stansted, Malatya, Munich, Nuremberg, Samsun, Stuttgart, Tehran-Imam Khomeini, Trabzon, Van, Vienna, Zurich)
  - Pegasus Airlines operated by Izair (Izmir)
- SunExpress (Berlin-Schönefeld)
- TUIfly (Frankfurt, Hannover)
- Turan Air (Ganja)
- Turkish Airlines (Ankara, Antalya, Bodrum, Dalaman, İzmir)
  - Turkish Airlines operated by SunExpress (Adana, Antalya, Berlin-Schönefeld, Cologne, Diyarbakir, Erzurum, Hannover, Kars, Nuremberg, Sivas, Trabzon, Van)

## Số liệu thống kê lượt khách
- Nguồn